# 元町 (瀬戸市)
元町（もとまち）は、愛知県瀬戸市道泉連区の町名。現行行政地名は元町1丁目から3丁目。

## 地理
- 瀬戸市の中央部に位置する[8]。西を陶原町・京町・滝之湯町、北を道泉町・西谷町、東を窯神町、南を陶本町と隣接している[8]。
- 大正時代に市街地として発展した地[9]。住宅と陶磁器問屋・小売商店などが混在する[8]。

### 河川
- 瀬戸川[8] ： 町の南西端をかすめるように西流している。

- 瀬戸川（元町内）

### 学区
市立小・中学校に通う場合、学区は以下の通りとなる。また、公立高等学校普通科に通う場合の学区は以下の通りとなる。
| 町丁・丁目 | 番・番地等 | 小学校                 | 中学校                 | 高等学校 |
| ---------- | ---------- | ---------------------- | ---------------------- | -------- |
| 元町1丁目  | 全域       | 瀬戸市立にじの丘小学校 | 瀬戸市立にじの丘中学校 | 尾張学区 |
| 元町2丁目  | 全域       | 瀬戸市立にじの丘小学校 | 瀬戸市立にじの丘中学校 | 尾張学区 |
| 元町3丁目  | 全域       | 瀬戸市立にじの丘小学校 | 瀬戸市立にじの丘中学校 | 尾張学区 |

## 歴史

### 町名の由来
明治の末から大正初期にかけて7代目加藤半一郎町長は、陶器の町としての瀬戸町の隆盛を祈願するため、陶原稲荷神社に信仰していた。そして、この稲荷神社の北側を元町と名付けたといわれる。

### 沿革
- 1942年（昭和17年）1月9日 - 瀬戸市大字瀬戸字山脇・一ノ坪の各一部[注釈 2]により、同市元町として成立[2]。

## 世帯数と人口
2025年（令和7年）2月1日現在の世帯数と人口は以下の通りである。
| 町丁・丁目 | 世帯数  | 人口  |
| ---------- | ------- | ----- |
| 元町1丁目  | 47世帯  | 68人  |
| 元町2丁目  | 56世帯  | 88人  |
| 元町3丁目  | 36世帯  | 87人  |
| 計         | 139世帯 | 243人 |

### 人口の変遷
国勢調査による人口の推移
| 1995年（平成7年）  | 343人 | [ 13 ] |  |
| 2000年（平成12年） | 363人 | [ 14 ] |  |
| 2005年（平成17年） | 362人 | [ 15 ] |  |
| 2010年（平成22年） | 330人 | [ 16 ] |  |
| 2015年（平成27年） | 271人 | [ 17 ] |  |
| 2020年（令和2年）  | 291人 | [ 18 ] |  |

### 世帯数の変遷
国勢調査による世帯数の推移。
| 1995年（平成7年）  | 153世帯 | [ 13 ] |  |
| 2000年（平成12年） | 180世帯 | [ 14 ] |  |
| 2005年（平成17年） | 174世帯 | [ 15 ] |  |
| 2010年（平成22年） | 177世帯 | [ 16 ] |  |
| 2015年（平成27年） | 148世帯 | [ 17 ] |  |
| 2020年（令和2年）  | 152世帯 | [ 18 ] |  |

## 交通

### 鉄道
名鉄瀬戸線 ： 町の南西端をかすめるように走っている。最寄り駅は尾張瀬戸駅。
- 名鉄瀬戸線（元町内）

### バス
名鉄バス「しなの線（瀬戸北線）」
- 【1】【1H】【2】【2H】【3】【4】新瀬戸駅 - 瀬戸駅前 - 古瀬戸 - しなのバスセンター - 上品野 系統が走っているが、町内にバス停はない。最寄りのバス停は瀬戸駅前バス停になる[注釈 3]。

名鉄バス「本地ヶ原線」
- 【10】瀬戸駅前 - 古瀬戸 - 赤津 系統
- 【36】名鉄バスセンター - 引山 - 四軒家 - 本地ヶ原 - 瀬戸駅前 系統
- 【50】【51】【52】藤が丘 - 愛知医科大学病院 - 本地ヶ原 - 瀬戸駅前 系統

以上の5系統が走っているが、町内にバス停はない。最寄りのバス停は瀬戸駅前バス停になる。
名鉄バス「東山線」
- 【16】【16H】【17H】新瀬戸駅 - 瀬戸駅前 - 菱野団地（循環） - 瀬戸駅前 - 新瀬戸駅 系統 ： 瀬戸駅前バス停①（菱野団地方面乗り場）[注釈 4]
- 【18】瀬戸駅前 - 菱野団地 - 愛・地球博記念公園駅 系統 ： 瀬戸駅前バス停①
- 【43】【44】藤が丘 - 岩作 - 本地口 - 瀬戸駅前 系統が走っているが、町内にバス停はない。最寄りのバス停は瀬戸駅前バス停になる[注釈 3]。

瀬戸市コミュニティバス「上之山線」
- 瀬戸駅前 - 山口駅 - サンヒル上之山 - 八草駅 系統 ： 瀬戸駅前バス停

- 瀬戸駅前バス停①（名鉄バス）
- 瀬戸駅前バス停（コミュニティバス）

### 道路
国道155号 ： 町の南西端をかすめるように通っている。

## 施設
- Mira beauty salon ： 美容に特化したスッキリとした清潔感のあるビューティーサロン[19]。
- 有限会社山田生花店 ： バースデーなど各種お祝いやプレゼントから、お悔やみ、お供えの花の贈り物など、用途に応じたフラワーギフトに対応[20]。
- 元町2丁目ちびっこ広場 ： 2丁目にある小さな公園。ブランコ・鉄棒・シーソー・登り棒がある。
- 元町3丁目児童遊園 ： 3丁目にある小さな公園。すべり台と鉄棒がある。

- Mira beauty salon
- 有限会社山田生花店
- 元町2丁目ちびっこ広場
- 元町3丁目児童遊園

## その他

### 日本郵便
- 郵便番号 : 489-0046[6]（集配局：瀬戸郵便局[21]）。